# NGC 209
NGC 209 (również PGC 2338) – galaktyka soczewkowata (E/SA0 pec?), znajdująca się w gwiazdozbiorze Wieloryba. Odkrył ją Francis Leavenworth 9 października 1885 roku.